# Германов сборник
Германовият сборник е среднобългарски ръкопис в библиотеката на Румънската патриаршия (славянски № 1), Букурещ.
Състои се от 296 листа пергамент и съдържа 42 проповеди, подредени според датата на съответните църковни празници. Повечето от тях са преведени от гръцки, но 5 са собствени творби на Йоан Екзарх (Слово за Преображение Христово, Похвала на Йоан Богослов) и на Климент Охридски (Похвално слово за архангелите Михаил и Гавриил, Похвално слово за пророк Илия, Слово за рождеството на Йоан Кръстител).
Сборникът съдържа и житие на света Петка Епиватска в превод от гръцки, направен вероятно във връзка с пренасянето на нейните мощи в Търново около 1231 година. В езиково отношение ръкописът има ред старинни черти. Възможно е много от текстовете в него да са били преведени още през Х век.
Бележка в края на сборника съобщава, че той бил преписан през 1358 – 1359 година, при цар Иван Александър, неговия син Иван Шишман и патриарха на „богоспасаемия царски град Търново“ Теодосий, по нареждане на митрополит Герман. Паметникът носи името на поръчалия го владика. Тъй като Германовата епархия не е отъждествена, точният първоначален местопроизход на сборника е неустановен.
В края на ХIX век Емил Калужняцки намира ръкописа в една от православните църкви на град Чернивци, където бил донесен от молдавския манастир Воронец. За първи път той е обнародван от румънския славист Йон Юфу.
Германовият сборник се съхранява под №1 в славянския ръкописен фонд на библиотеката на Румънската патриаршия. Първото бегло съобщение за ръкописа прави Емил Калужняцки през 1899 г., но сборникът става обект на специални проучвания едва 60 години по-късно, когато Йон Юфу публикува подробно описание, придружено от археографско и историко-литературно изследване.
Значението на сборника като ценен исторически паметник на българската литература, език и палеография се разкрива от проучванията на К. Мирчев и Д. Иванова-Мирчева. Въпросът за времето, когато е съставен Германовият сборник, е спорен – становището на Иванова-Мирчева, че съставянето му се отнася към втората половина на Х в. е оспорено от Н. Дилевски, който смята, че сборникът не би могъл да се появи по-рано от края на XII и по-късно от първата половина на XIII век.
По своя състав сборникът е хомилиар – съдържа цикъл от 42 произведения на ораторската проза, обхваща цялата черковна година, но не застъпва всички празници. В него са поместени слова и похвали, преведени твърде рано на старобългарски език. Това дава основание Германовият сборник да бъде поставен в редицата на най-старите славянски хомилиари, редом със Супрасълския сборник, Клоцовия сборник, Хомилиара на Миханович и Златоуста на В. Ягич, без да се покрива напълно със съдържанието на нито един от тях.
В Германовия сборник са включени и оригинални произведения на старобългарски писатели: „Слово за Преображение“, „Похвала за Йоан Богослов“ от Йоан Екзарх (неизвестно произведение преди публикуването на статията на Юфу), „Похвално слово за Михаил и Гавраил“, „Похвално слово за пророк Илия“ и „Слово за Йоан Предтеча“ от Климент Охридски. Към тях може да се добави и обширната преписка от 1359 г., оставена от преписвача.
Особено важни от гледна точка на историко-литературната наука са поместените в Германовия сборник четири апокрифни слова, както и Василиковото житие на Св. Петка, преведено в Търново вероятно около 1234 г. Германовият сборник е сред най-архаичните в езиково отношение средновековни български паметници на културата.
Безспорно доказателство за архаичната езикова основа на сборника са редица безпредложни съчетания, твърде рядко срещани в старобългарските паметници, например творителен, предикативен, безпредложен дателен падеж, безпредложен местен и др. Типичните за старобългарските ръкописи колебания в различните области на граматиката почти напълно отсъстват в езика на сборника, който се отличава със забележителна последователност при предаването както на архаичните, така и на среднобългарските езикови особености.

## Изследвания
- Мирчева, Е. Германов сборник от 1358/1359 г.: изследване и издание на текста. С., 2006
- Темчин, С. О вероятном синайском происхождении среднеболгарского Германова сборника 1359 г. – Старобългарска литература, 49/50, 2014, 115 – 125.

## Фотографии
- Manuscrise bizantine în colecţii bucureştene / Byzantine Manuscripts in Bucharest’s Collections, București, 2009, 119 – 127